# Prindsesse Wilhelmine
Prindsesse Wilhelmine var en dansk tvåmastad hjulångare som trafikerade linjen mellan Köpenhamn och Lübeck åren 1824-1833.
Fartyget byggdes i Thorne i England år 1821 som Kingston för The Hull Steam Packet Company och seglade mellan Hull och London, en resa som tog 36 timmar, och senare mellan Hull och Antwerpen.
Kingston köptes 1824 av en dansk ägargrupp som döpte henne Prindsesse Wilhelmine efter kung Frederik VI:s yngsta dotter och satte in fartyget på en linje mellan Köpenhamn och Lübeck. På söndagarna seglade hon, liksom hjulångaren Caledonia, nöjesturer på Öresund. Från  1830 trafikerades rutten till Lübeck också av hjulångaren Frederik den Siette. Linjen lades ned år 1833 och Prindsesse Wilhelmine såldes till Øresunds Toldkammers Fattigkasse för att tjänstgöra som bogserare på Öresundd. År 1838 fick hon en ny, större ångmaskin.

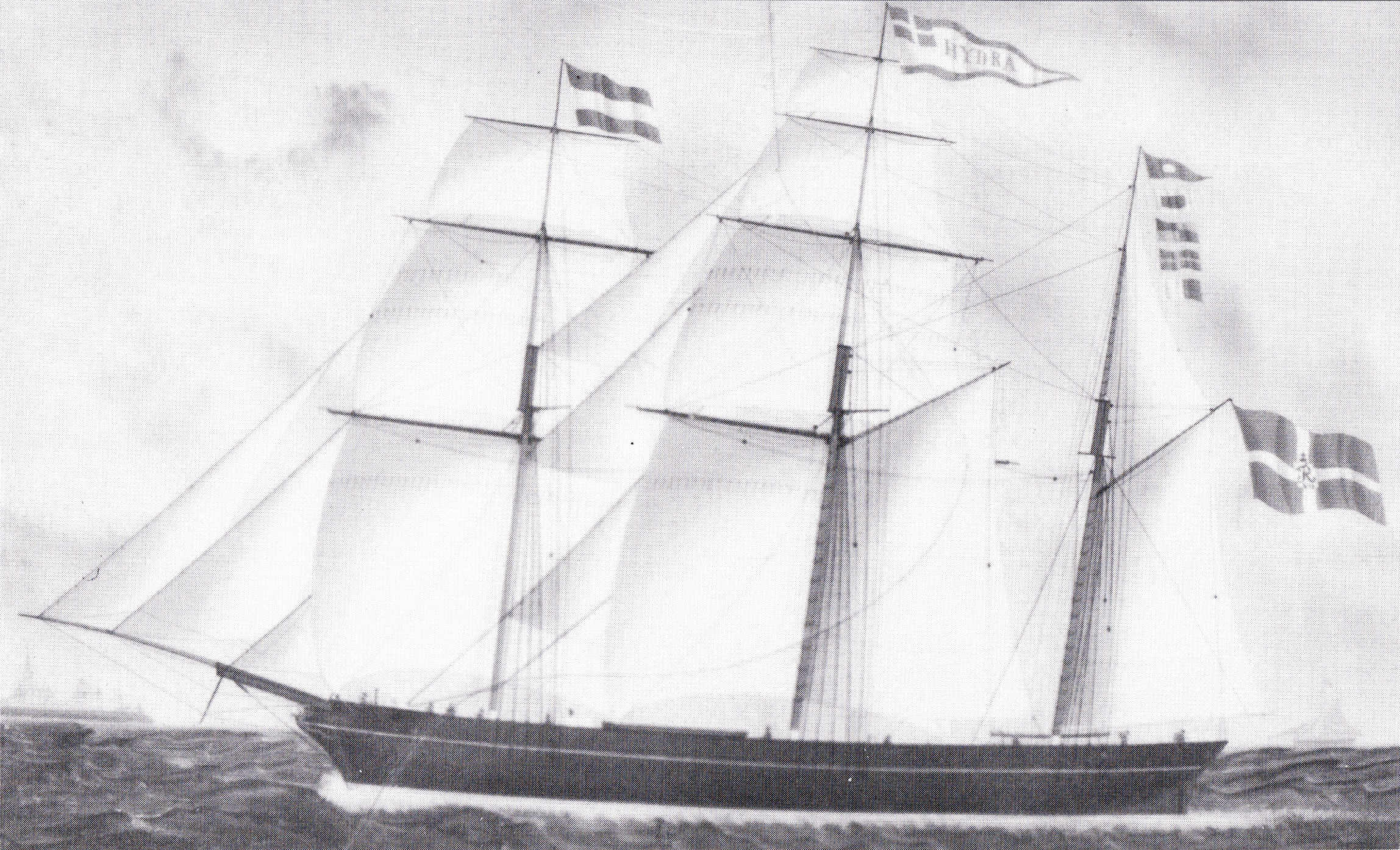
Skonerten Hydra, tidigare Prindsesse Wilhelmine, 1861.

Fartyget övertogs i november 1844  av varvsägare Jens Steffen Kaas i Köpenham, som lät bygga om henne till tremastad skonert (bark). Hon fick namnet Hydra och seglade som fraktfartyg i utrikesfart. Hydra bytte ägare flera gånger och strandade i mars 1870 vid Mariager Fjord. Fartyget bärgades, renoverades och såldes till Sverige där hon seglade under namnet Maria Karolina. Hon ägdes av Lars Cramér i Rone på Gotland till 1877 varefter hon skrotades.